# Reichthalshof
Reichthalshof ist ein Gemeindeteil der Gemeinde Euerbach im Landkreis Schweinfurt (Unterfranken, Bayern).

## Geografische Lage
Die Einöde liegt in der Gemarkung Obbach im äußersten Norden des Euerbacher Gemeindegebietes. Weiter nördlich beginnt das Gebiet des Marktes Sulzthal im Landkreis Bad Kissingen, mit dem der Hof über die Staatsstraße 2290 verbunden ist. In einiger Entfernung befindet sich weiter im Osten Poppenhausen. Im Süden, ebenfalls über die Staatsstraße erreichbar, liegt Obbach. Mit Greßthal im Südwesten und Wasserlosen im Westen nimmt diese Seite die Gemeinde Wasserlosen ein.

## Geschichte
Der Reichthalshof geht auf ein Dorf zurück, das heute eine Wüstung ist. Der Ortsname verweist auf den Personennamen Richolf. Er bedeutet also Hof des Richolf im Tal. Erstmals erwähnt wurde „Hrichuntal“ bereits im Jahr 820. Noch 1321 bestand das „villula dicta Rychtal“ (Dörfchen namens Rychtal) als zusammenhängende Siedlung. Kurze Zeit später wurde es aufgegeben und der nahe Hof übernahm die Bezeichnung. Der Hof war während des Mittelalters ein Vorwerk des Schlossgutes Obbach.